# Czarna Woda (dopływ Bystrzycy)
Czarna Woda (niem. Schwarzwasser) – rzeka, prawy dopływ Bystrzycy o długości 43,82 km.
Płynie w  województwie dolnośląskim. Źródła rzeki znajdują się na wysokości ok. 325 m n.p.m. na stokach góry Raduni w Masywie Ślęży, okrąża wzgórza od zachodu, uchodzi do Bystrzycy w rejonie Kątów Wrocławskich, ok. 500 m na płd. od autostrady A4. Nad Czarną Wodą leży miasto Sobótka.